# Werkuha Getachew
Werkuha Getachew (7 dicembre 1995) è una siepista e mezzofondista etiope, medaglia d'argento ai Mondiali di Oregon 2022 e detentrice di 2 record nazionali.
In carriera ha vinto anche l'oro ai campionati africani di Saint-Pierre 2022 con il tempo di 9'36"81.

## Progressione

### 3000 metri siepi
| Stagione | Tempo    | Luogo       | Data       | Rank. Mond. |
| -------- | -------- | ----------- | ---------- | ----------- |
| 2022     | 8'54"61  | Eugene      | 20-7-2022  |             |
| 2021     | 9'53"3 m | Addis Abeba | 22-12-2021 |             |

## Palmarès
| Anno | Manifestazione      | Sede         | Evento       | Risultato | Prestazione | Note             |
| ---- | ------------------- | ------------ | ------------ | --------- | ----------- | ---------------- |
| 2022 | Campionati africani | Saint-Pierre | 3000 m siepi | Oro       | 9'36"81     |                  |
| 2022 | Mondiali            | Eugene       | 3000 m siepi | Argento   | 8'54"61     | Record nazionale |

## Campionati nazionali
2021
- 5ª ai campionati etiopi, 1500 m piani - 4'10"0
- Oro ai campionati etiopi, 800 m piani - 2'00"2

2022
- Oro ai campionati etiopi, 3000 m siepi - 9'41"8

## Altre competizioni internazionali
2022
- Argento al Memorial Van Damme ( Bruxelles), 3000 m siepi - 9'03"44
- Oro al Weltklasse Zürich ( Zurigo), 3000 m siepi - 9'03"57
- Oro all'Herculis ( Monaco), 3000 m siepi - 9'06"19
- Bronzo al Prefontaine Classic ( Eugene), 3000 m siepi - 9'07"81
- Vincitrice della Diamond League nella specialità dei 3000 m siepi